# Distretti congressuali del New Jersey

Distretti congressuali del New Jersey

Lo stato del New Jersey è diviso in 12 distretti congressuali, ognuno rappresentato da un rappresentante alla Camera dei rappresentanti degli Stati Uniti.
I distretti sono attualmente rappresentati al 119º Congresso degli Stati Uniti d'America da 9 democratici e da 3 repubblicani.

## Distretti e rispettivi rappresentanti
| Distretto | Rappresentante        | Partito      | CPVI | In carica dal     | Mappa del distretto |
| --------- | --------------------- | ------------ | ---- | ----------------- | ------------------- |
| 1°        | Donald Norcross       | Democratico  | D+10 | 12 novembre 2014  |                     |
| 2°        | Jeff Van Drew         | Repubblicano | R+5  | 3 gennaio 2019    |                     |
| 3°        | Herb Conaway          | Democratico  | D+5  | 3 gennaio 2025    |                     |
| 4°        | Chris Smith           | Repubblicano | R+14 | 3 gennaio 1981    |                     |
| 5°        | Josh Gottheimer       | Democratico  | D+2  | 3 gennaio 2017    |                     |
| 6°        | Frank Pallone         | Democratico  | D+5  | 8 novembre 1988   |                     |
| 7°        | Thomas Kean Jr.       | Repubblicano | EVEN | 3 gennaio 2023    |                     |
| 8°        | Rob Menendez          | Democratico  | D+15 | 3 gennaio 2023    |                     |
| 9°        | Nellie Pou            | Democratico  | D+2  | 3 gennaio 2025    |                     |
| 10°       | LaMonica McIver       | Democratico  | D+27 | 18 settembre 2024 |                     |
| 11°       | Mikie Sherrill        | Democratico  | D+5  | 3 gennaio 2019    |                     |
| 12°       | Bonnie Watson Coleman | Democratico  | D+13 | 3 gennaio 2015    |                     |

## Cronologia delle configurazioni
Le tabelle riportano le mappe dei confini dei distretti congressuali dello stato del New Jersey, presentati in maniera cronologica. Vengono mostrati tutti i cicli di modifica periodica dei distretti dal 1973 ad oggi.
| Anno      | Cartina dello stato |
| --------- | ------------------- |
| 1973–1982 |                     |
| 1983–1984 |                     |
| 1985–1992 |                     |
| 1993–2002 |                     |
| 2003–2013 |                     |
| 2013–2023 |                     |
| Dal 2023  |                     |

## Distretti obsoleti
- Distretto congressuale at-large del New Jersey
- 13º Distretto congressuale del New Jersey
- 14º Distretto congressuale del New Jersey
- 15º Distretto congressuale del New Jersey